# Walküre von Hårby

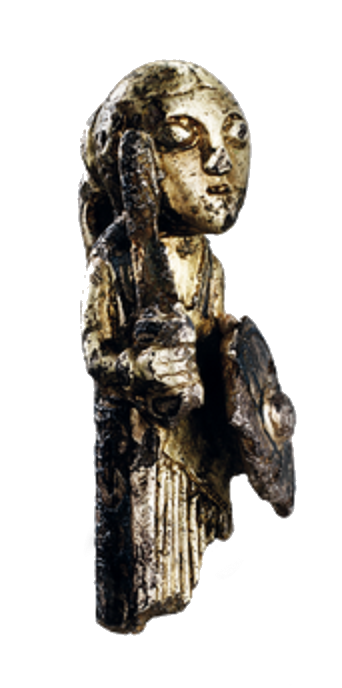
Walküre von Hårby

Die Walküre von Hårby (dänisch Valkyrien fra Hårby) wurde 2013 von dem Amateur-Archäologen Morten Skovsby mit einem Metalldetektor auf einem Feld in Hårby in der Assens Kommune auf der dänischen Insel Fünen gefunden. Heute gehört sie zur Sammlung des Dänischen Nationalmuseums.
Die nur 3,4 cm hohe Figur stellt eine stehende, aber zerbrochene Walküre dar. Sie besteht aus massivem vergoldeten Silber. Teile der Figur wurden mit Niello (einer schwarzen Schwefelpaste) beschichtet, so dass sie mehrfarbig war. Die Frau trägt ein langes Kleid, dessen Details mit Niello und eingravierten Mustern versehen sind. Das Gesicht zeigt deutliche Markierungen der Züge, und das lange Haar ist in einem großen Knoten gerafft. Der Zopf bildet eine runde Öse, so dass die Figur offensichtlich an einer Schnur getragen wurde. Der rechte Arm ist angehoben und in der Hand hält sie ein Schwert. Der linke Arm hält vor dem Körper einen detaillierten Schild, bei dem sogar der Schildbuckel hervorgehoben wird.
Die Figur stellt zweifellos eine Walküre, in der nordischen Mythologie ein weibliches Geistwesen, eine Helferin Odins, dar, deren Aufgabe es war, gefallene Krieger nach Walhall zu bringen. Wir kennen Walkürendarstellungen aus einer kleinen Serie exklusiven Damenschmucks der frühen Wikingerzeit (800 n. Chr.). Einige Details der Hårby-Figur entsprechen ihnen, so dass sie aus dieser Zeit stammen muss. Die Darstellungen sind jedoch zweidimensional. Die dreidimensionale Form ermöglicht einen sehr seltenen, detaillierten Einblick in die Kostüm- und Haarmode der Wikingerzeit.
In Hårby sind viele Funde vom Ende der Eisen- und Anfang der Wikingerzeit aufgetaucht, darunter ein Goldbarren, mehrere Silbermünzen und Bronzeschmuck. An einer Ausgrabungsstätte hat sich gezeigt, dass sich in der Gegend viele Grubenhäuser finden, die als Werkstätten für verschiedene handwerkliche Aktivitäten dienten. Offensichtlich stammen Abfalllager mit spröden, verbrannten Steinen und Holzkohle von den handwerklichen Tätigkeiten. Auch Metallfunde stammen von hier. Es waren benutzte Stücke, die in neuen Schmuck umgewandelt werden sollten. Wahrscheinlich war auch die Walküre auf dem Weg zum Schmelztiegel, endete jedoch im Abfall.